# Гаваян-Ейкерс (Гаваї)
Гаваян-Ейкерс (англ. Hawaiian Acres) — переписна місцевість (CDP) в США, в окрузі Гаваї штату Гаваї. Населення — 3426 осіб (2020).

## Географія
Гаваян-Ейкерс розташований за координатами 19°31′57″ пн. ш. 155°2′59″ зх. д. / 19.53250° пн. ш. 155.04972° зх. д. (19.532458, -155.049706).  За даними Бюро перепису населення США в 2010 році переписна місцевість мала площу 50,33 км², уся площа — суходіл.

## Демографія
Згідно з переписом 2010 року, у переписній місцевості мешкало 2700 осіб у 1119 домогосподарствах у складі 637 родин. Густота населення становила 54 особи/км².  Було 1310 помешкань (26/км²).
Расовий склад населення:
| - 46,4 % — білих - 9,7 % — вихідців з тихоокеанських островів - 7,3 % — азіатів - 1,3 % — чорних або афроамериканців - 1,0 % — корінних американців - 1,3 % — осіб інших рас |

До двох чи більше рас належало 33,0 %. Частка іспаномовних становила 14,6 % від усіх жителів.
За віковим діапазоном населення розподілялося таким чином: 23,2 % — особи молодші 18 років, 68,2 % — особи у віці 18—64 років, 8,6 % — особи у віці 65 років та старші. Медіана віку мешканця становила 42,1 року. На 100 осіб жіночої статі у переписній місцевості припадало 107,4 чоловіків;  на 100 жінок у віці від 18 років та старших — 106,0 чоловіків також старших 18 років.
Середній дохід на одне домашнє господарство  становив 48 989 доларів США (медіана — 28 021), а середній дохід на одну сім'ю — 63 246 доларів (медіана — 45 682). За межею бідності перебувало 20,1 % осіб, у тому числі 14,1 % дітей у віці до 18 років та 11,5 % осіб у віці 65 років та старших.
Цивільне працевлаштоване населення становило 921 особа. Основні галузі зайнятості: освіта, охорона здоров'я та соціальна допомога — 19,0 %, мистецтво, розваги та відпочинок — 17,8 %, будівництво — 15,4 %.